# Virus de la mosaïque du chou-fleur
Le virus de la mosaïque du chou-fleur (CaMV, abréviation de Cauliflower mosaic virus) est une espèce de phytovirus de la famille des Caulimoviridae. 
C'est le membre type des Caulimovirus, l'un des six genres de la famille des Caulimoviridae, pararétrovirus qui infectent les plantes. Les pararétrovirus sont un groupe paraphylétique désignant des virus qui se répliquent par transcriptase inverse exactement comme les rétrovirus. Ce groupe contient le virus de l'Hépatite B ainsi que les Badnavirus. Néanmoins, les particules virales ne contiennent pas d'ARN comme les rétrovirus (ex. HIV) mais contiennent de l'ADN. Le CaMV appartient au groupe VII (pararétrovirus à ADN double brin) de la classification Baltimore.

## Gamme d'hôte et transmission
Le CaMV infecte principalement les plantes appartenant à la famille des Brassicaceae telles qu’ Arabidopsis thaliana, et quelques Solanaceae. Ce virus provoque des maladies qui se manifestent par des symptômes du type « mosaïque » ou « marbrure » sur les feuilles de nombreuses Crucifères cultivées, notamment chez Brassica campestris et Brassica oleracea.
Il est transmis par des pucerons selon le mode non-circulant, c’est-à-dire que le virus reste accroché à l'acrostyle du puceron (Uzest et al., 2007 ; Uzest et al., 2010) sans que les particules n’aient besoin d’interagir avec l'hémocèle pour être transmises de plante en plante.

## Cycle biologique
Le CaMV se caractérise par un génome encapsidé sous forme d’ADN double brin circulaire d’environ 8000 paires de bases, et comprenant sept cadres de lectures ouverts (ORF). 
Lors de son entrée dans la cellule hôte, l’ADN viral se stocke sous forme de mini-chromosome et l’ARN polymérase II cellulaire synthétise deux transcripts majeurs nommés 35S et 19S. L’ARNm 19S monocistronique code la protéine virale P6 et l’ARNm polycistronique et prégénomique 35S codant l’ensemble des protéines virales. Les ARNm sont transportés dans le cytoplasme, l’ARNm 19S est traduit en protéine P6, intervenant dans la traduction du brin d’ARNm 35S polycistronique (Leh et al., 2000; Park et al., 2001; Bureau et al., 2004) qui produit toutes les autres protéines virales. Parmi ces protéines, la transcriptase inverse utilisera l’ARN 35S comme matrice à la transcriptase inverse virale afin de synthétiser le nouvel ADN double-brin qui sera encapsidé dans de nouvelles capsides virales. La synthèse des protéines, la transcription inverse et l’encapsidation se déroulent donc dans des « usines virales » dont la matrice principale est composée par la protéine P6 (on parle de corps d’inclusion denses). Par ailleurs, deux protéines virales (codées par les ORF2 et ORF3, respectivement les protéines P2 et P3), une fois exprimées dans les corps d’inclusion denses migrent ensuite vers les « transmissions bodies » (aussi nommés corps d’inclusions clairs)(Martiniere et al., 2009). Pour finir le cycle biologique, les particules virales nouvellement formées migrent vers les cellules voisines via les plasmodesmes et dans les autres feuilles via le phloème. 

## Description des protéines virales

### Protéine P1: protéine de mouvement
La protéine P1 (40KDa, pI 7,5) est la protéine de mouvement (MP), elle intervient lors des déplacements de cellule à cellule, et interagit avec les plasmodesmes en formant des tubules à l’intérieur (Perbal et al., 1993). La formation de ces tubules se fait probablement avec l’aide de protéine cellulaire. La MP du CaMV interagit in vivo avec une protéine de la famille des Rab qui joue un rôle dans le transport vésiculaire, des mutations de la MP abolissant l’interaction, rendent le virus non infectieux (Huang et al., 2001). Les MP du CaMV interagissent avec une pectine methylesterase associé à la paroi cellulaire en double Hybride, l’abolition de cette interaction entrainant l’échec de l’infection (Chen et al., 2000).

### Protéine P2: Facteur assistant de la transmission (FAT)
La protéine P2 (18KDa, pI 10,3) est synthétisée dans les corps d’inclusions denses avant d’être rapidement exportée vers les corps d’inclusions clairs dont elle est la composante majeure (Espinoza et al., 1991; Martiniere et al., 2009). P2 interagit avec les microtubules (Blanc et al., 1996), et joue un rôle dans la transmission du virus par les pucerons, elle sert de lien (« bridge hypothesis ») entre le complexe viral transmissible (i.e. associée à la protéine P3, Leh et al., 1999) et les stylets du puceron (Drucker et al., 2002; Uzest et al., 2007).

### Protéine P3: protéine non structurale
La protéine P3 (15KDa, pI 10,8) est retrouvée dans les corps d’inclusion denses puis clairs et participe au complexe transmissible. La P3, protéine mineure et non structurale de la capside, interagit avec la protéine de capside P4 et avec la protéine P2 pour former le complexe transmissible (Leh et al., 2001). La P3 comporte deux activités distinctes en N et C terminal, ces domaines sont indispensables à l’infection systémique de la plante hôte, et ne peuvent pas être remplacés par des domaines similaires d’autre Caulimovirus. La région N terminale possède un domaine « coiled-coil » pour former un tétramère (Leclerc et al., 1998), mais il semble que la forme biologique in planta soit en dimère anti-parallèle (Uzest et al., 2010). La région C terminale possède une séquence riche en proline ayant de forte affinité avec l’ADN double brin (Mougeot et al., 1993).

### Protéine P4: protéine de capside
La protéine de capside (P4) est traduite sous une forme précurseur de 56KDa (pI 5,1). Elle est ensuite clivée par la partie protéase de la transcriptase inverse virale (P5) pour donner des protéines de 42, 39 et 37KDa (respectivement pI 9,4 ; 9,9 et 10,1) qui composent la capside. La région centrale de la protéine est suffisante pour l’auto-agrégation in vitro de la P4 (Chapdelaine and Hohn, 1998). Les protéines capsides de 42 et 39kDa (CP42 et CP39 respectivement) possèdent un domaine doigt de zinc dans leur partie C terminale qui permet des liaisons avec l’ARN viral. On trouve en partie C terminale ainsi que la partie N terminal de la CP44 des sérines pouvant être phosphorilée par la caséine kinase II de l’hôte, la mutation de ces sites abolissant l’infection (Chapdelaine et al., 2002; Champagne et al., 2007). Dans la région N-terminal de la CP44, la protéine possède notamment une région contenant un motif PEST ciblé par le protéasome de l’hôte (Karsies et al., 2001).  

### Protéine P5: Transcriptase inverse
La protéine P5 est une protéine multifonctionnelle de 78KDa indispensable à la réplication de virus. La région N terminale porte une protéinase à acide aspartique (22,8KDa, pI 8,3) qui est libérée par auto-clivage (Torruella et al., 1989). La partie C terminale est constituée de la reverse transcriptase (56KDa, pI 9,9) et de l’ARNase H. La reverse transcriptase du CaMV utilise comme tous les pararétrovirus un tRNA cytoplasmique comme amorce pour la synthèse de brin négatif de l’ADN néo-formé à partir de l’ARN 35S. Au cours de la synthèse de l’ADN, l’ARNase H dégrade le brin d’ARN matrice en laissant une amorce pour la synthèse du brin d’ADN positif. La P5 est une protéine présentant une forte similarité à la RT de virus animaux tels que l’hépatite B ou le HIV, sur laquelle l’on possède de nombreuses indications. Cela a permis d’identifier la liaison entre la RT de l’hépatite B et la protéine Hsp 90 (Hu et al., 2004) que l’on retrouve chez Arabidopsis.

### Protéine P6: protéine multifonctionnelle (transactivateur, inhibiteur de silencing, ...)
La protéine P6 (62KDa, pI 9,2) est une protéine multifonctionnelle, aussi appelé TAV (translational transactivator/viroplasmin). Elle est le constituant majeur des corps d’inclusion denses, et protéine la plus abondante dans les cellules infectées. La P6 se lie aux protéines eIF3, eIF4 et aux sous-unités L24, L18 et L13 du ribosome 60S et par l’intermédiaire des zones miniTAV (Leh et al., 2000; Park et al., 2001; Bureau et al., 2004) et par sa zone MBD (multiple protein-biding domain) (Ryabova et al., 2004). En plus d’intervenir dans la trans-activation de la traduction de l’ARN 35S, ces liaisons permettent un mécanisme de « translation ré-initiation » sur l’ARN polycistronique 35S (Ryabova et al., 2004). La P6 intervient aussi dans le mécanisme de « ribosome shunt » qui est essentiel à l’infection (Pooggin et al., 2000; Pooggin et al., 2001). Le « ribosome shunt » est un mécanisme d'initiation de la traduction dans lequel ribosomes contourne physiquement, les parties des 5 ' UTR pour atteindre directement le codon initial, afin d’éviter de scanner des petits ORFs (short ORFs) ainsi que des structures en épingle à cheveux. Elle est aussi impliquée dans le déterminisme du spectre d’hôte et la sévérité des symptômes (Schoelz et al., 1986). La P6 possède des NLS qui lui permette de pénétrer dans le noyau, la mutation de ces domaines abolissant l’infection, sans altérer la trans-activation de la traduction (Haas et al., 2008). Lors de l’infection, le CaMV est soumis au silencing de l’hôte (Al-Kaff et al., 1998) qui vise en priorité le promoteur 35S de l’ARN viral (Moissiard and Voinnet, 2006). La P6 joue aussi de suppresseur d’ARN silencing (Love et al., 2007)en se liant à la protéine DRB4 qui est connue pour faciliter le travail du Dicer DCL4 (Haas et al., 2008). 
Le produit de l’ORF7 n’a jamais été retrouvé in planta et sa fonction reste donc aujourd’hui inconnue (Wurch et al., 1990). 

## Utilisation en génie génétique
Les promoteurs du gêne CaMV 35S présent dans le virus sont souvent utilisés en génie génétique afin de s'assurer que le nouveau matériel génétique soit exprimé par la cellule modifiée. Bien qu'ils proviennent d'un phytovirus, les promoteurs sont lus par les polymérase ARN II d'un large éventail d'organismes, incluant Escherichia coli, des mycètes, ainsi que des cellules animales et humaines,.
Ainsi, on peut déterminer si un organisme, un aliment ou un produit contient des organismes génétiquement modifiés, en détectant la présence de ces promoteurs dans le matériel génétique de l'échantillon.